# Phymatodes miocenicus
Phymatodes miocenicus är en skalbaggsart som beskrevs av Henry Frederick Wickham 1914. Phymatodes miocenicus ingår i släktet Phymatodes och familjen långhorningar. Inga underarter finns listade i Catalogue of Life.